# ワンダフルデイズ (ONE☆DRAFTの曲)
「ワンダフルデイズ」は、ONE☆DRAFTの楽曲。同グループ7枚目のシングルとして2009年11月11日にソニー・ミュージックアソシエイテッドレコーズから発売された。

## 概要
前作「情熱」から約6ヶ月ぶりのリリース。初回盤特典として、『銀魂』描き下ろしスパークリアアナザージャケットが付属。

## 収録曲
全作詞：LANCE
1. ワンダフルデイズ
作曲：LANCE、編曲：CHOKKAKU
テレビ東京系アニメ「銀魂」エンディングテーマ。彼らの楽曲がアニメのテーマソングに起用されたのはこの曲が初めてである。元々は英語表記で「ONE☆THE FULL DAYS」というタイトルが「ONEであること」に対して、どれだけFULLな気持ちで行けるかということが、本当の「ワンダフル」じゃないかという意味で付けられたが、分かりづらいという意見もあり、カタカナ表記にしたという。
2. のら猫達は知らない
作曲：LANCE・RYO、編曲：塩川満己
のら猫からの目線で書かれた曲。LANCE曰く、ある夜に運転中、前方に見えた猫が逃げようとした時に、反対車線を走っていた車に轢かれてしまったショックが忘れられずに書いたという一曲。一言で言うとこの曲はその亡くなった猫への追悼歌だと言う[1]。
3. Letter
作曲：LANCE、編曲：DAR
ファンから貰った手紙や、コメントを読みながら作られた曲。歌詞カードもこの曲だけ手書きである。